# Pedro de Alvarado
Pedro de Alvarado y Contreras (1485 nebo 1495? Badajoz, Extremadura, Španělsko – 4. července 1541 Guadalajara, Nové Španělsko) byl španělský conquistador, strýc Luise Alvarada. Účastník dobývání Střední Ameriky a Ekvádoru, zakladatel města Santiago v Guatemale.

## Dobyvatelské cesty
V roce 1511 se účastnil dobývání Kuby, kde poté pobýval, v roce 1518 zkoumal pobřeží Yucatánu. V letech 1519–1521 bojoval s Hernandem Cortézem proti říši Aztéků a v nepřítomnosti Cortéze byl jeho zástupcem v Mexiku, kde jeho krutost byla příčinou povstání. 20. května 1520 se svými vojáky zorganizoval masakr v Tenochtitlánu, kde během náboženské slavnosti u chrámu Templo mayor povraždili 2000 až 3000 Aztéků.  

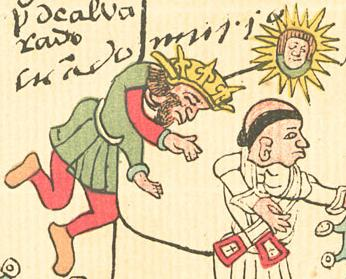
Smrt Pedra de Alvarádo, ilustrace z aztéckého kodexu telleriano remensis

V roce 1523 se vypravil se 750 Španěly a 3000 indiánskými spojenci dobývat území dnešní Guatemaly a oblast přiléhající k Tehuantepecké šíji. Jeho oddíly prošly po tichooceánském pobřeží asi 1000 km, od Tehuantepecké šíje až k zálivu Fonseca a navázaly na průzkum podnikaný z Panamy. Roku 1524 založil město Santiago v Guatemale, stal se jeho guvernérem a poté dobyl San Salvador. V roce 1534 se pokoušel se synovcem Luisem Alvaradem získat území v dnešním Ekvádoru, avšak byl Franciscem Pizarrem donucen k ústupu. Zahynul na výpravě proti Indiánum v Guatemale, kde byl zastřelen otráveným šípem.

## Památky
V Madridu je po něm pojmenována ulice a stanice metra.